# Sacada albioculalis
Sacada albioculalis är en fjärilsart som beskrevs av George Francis Hampson 1917. Sacada albioculalis ingår i släktet Sacada och familjen mott. Inga underarter finns listade i Catalogue of Life.